# Roeselia integralis
Roeselia integralis är en fjärilsart som beskrevs av De Toulgoët 1982. Roeselia integralis ingår i släktet Roeselia och familjen trågspinnare. Inga underarter finns listade.